# Natație la Jocurile Olimpice de vară din 2020 - 4x100 m mixt
Proba de 4x100 de metri mixt de la Jocurile Olimpice de vară din 2020 a avut loc în perioada 29-31 iulie 2021 la Tokyo Aquatics Centre.

## Recorduri
Înaintea acestei competiții, recordurile mondiale și olimpice erau următoarele:
| Record  | Atlet                            | Timp    | Loc                | Data          |
| ------- | -------------------------------- | ------- | ------------------ | ------------- |
| Mondial | Statele Unite ale Americii (USA) | 3:38,56 | Budapesta, Ungaria | 26 iulie 2017 |
| Olimpic | Primul eveniment                 | -       | -                  | -             |

## Program
Orele sunt ora Japoniei (UTC+9) 
| Data                   | Timp  | Etapă      |
| ---------------------- | ----- | ---------- |
| Joi, 29 iulie 2021     | 19:00 | Calificări |
| Sâmbătă, 31 iulie 2021 | 10:30 | Finala     |

## Rezultate

### Calificări
Echipele cu cei mai buni opt timpi, indiferent de serie, s-au calificat în finală.
| Loc | Serie | Culoar | Țară                       | Înotători | Timp    | Note      |
| --- | ----- | ------ | -------------------------- | --- | ------- | --------- |
| 1   | 1     | 4      | Marea Britanie             | Kathleen Dawson (58,50) Adam Peaty (57,08) James Guy (50,58) Freya Anderson (52,59)                            | 3:38,75 | C, RO, RC |
| 2   | 1     | 5      | Statele Unite ale Americii | Regan Smith (57,64) Andrew Wilson (59,09) Tom Shields (50,87) Abbey Weitzeil (53,42)                           | 3:41,02 | C         |
| 3   | 2     | 4      | China                      | Xu Jiayu (52,67) Yan Zibei (58,61) Zhang Yufei (57,37) Yang Junxuan (53,64)                                    | 3:42,29 | C         |
| 4   | 2     | 5      | Australia                  | Isaac Cooper (53,55) Zac Stubblety-Cook (58,80) Brianna Throssell (57,62) Bronte Campbell (52,38)              | 3:42,35 | C         |
| 5   | 2     | 6      | Italia                     | Simone Sabbioni (53,96) Nicolò Martinenghi (58,38) Elena Di Liddo (57,29) Federica Pellegrini (53,02)          | 3:42,65 | C         |
| 6   | 1     | 3      | Olanda                     | Kira Toussaint (1:00,12) Arno Kamminga (58,15) Nyls Korstanje (51,86) Ranomi Kromowidjojo (53,12)              | 3:43,25 | C         |
| 7   | 2     | 3      | Republica Chineză          | Grigory Tarasevich (52,99) Kirill Prigoda (59,33) Arina Surkova (57,47) Maria Kameneva (53,94)                 | 3:43,73 | C         |
| 8   | 2     | 8      | Israel                     | Anastasia Gorbenko (59,59) Itay Goldfaden (59,65) Gal Cohen Groumi (51,06) Andrea Murez (53,64)                | 3:43,94 | C, NR     |
| 9   | 2     | 2      | Japonia                    | Anna Konishi (59,58) Shoma Sato (59,84) Katsuhiro Matsumoto (50,95) Rikako Ikee (53,78)                        | 3:44,15 |           |
| 10  | 1     | 2      | Germania                   | Marek Ulrich (53,82) Fabian Schwingenschlögl (58,35) Lisa Höpink (58,06) Annika Bruhn (53,96)                  | 3:44,19 |           |
| 11  | 2     | 7      | Grecia                     | Apostolos Christou (53,18) Konstadinos Meretsolias (1:00,10) Anna Ntountounaki (57,08) Theodora Drakou (54,41) | 3:44,77 | RN        |
| 12  | 2     | 1      | Belarus                    | Mikita Tsmyh (54,88) Ilya Shymanovich (58,85) Anastasiya Kuliashova (58,12) Anastasiya Shkurdai (54,50)        | 3:46,35 |           |
| 13  | 1     | 6      | Canada                     | Javier Acevedo (54,31) Gabe Mastromatteo (59,91) Katerine Savard (57,97) Rebecca Smith (54,35)                 | 3:46,54 |           |
| 14  | 1     | 7      | Brazilia                   | Guilherme Basseto (54,03) Felipe Lima (59,68) Giovanna Diamante (58,26) Stephanie Balduccini (54,77)           | 3:46,74 |           |
| 15  | 1     | 8      | Ungaria                    | Benedek Kovács (53,76) Petra Halmai (1:08,11) Richárd Márton (51,49) Fanni Gyurinovics (53,79)                 | 3:47,15 | RN        |
| 16  | 1     | 1      | Polonia                    | Paulina Peda (1:00,83) Jan Kozakiewicz (59,28) Jakub Majerski Kornelia Fiedkiewicz                             | DS      |           |

### Finala
Rezultate finală.
| Loc | Culoar | Țară                       | Înotători                                                                                           | Timp    | Note |
| --- | ------ | -------------------------- | --------------------------------------------------------------------------------------------------- | ------- | ---- |
| 1   | 4      | Marea Britanie             | Kathleen Dawson (58,80) Adam Peaty (56,78) James Guy (50,00) Anna Hopkin (52,00)                    | 3:37,58 | RM   |
| 2   | 3      | China                      | Xu Jiayu (52,56) Yan Zibei (58,11) Zhang Yufei (55,48) Yang Junxuan (52,71)                         | 3:38,86 |      |
| 3   | 6      | Australia                  | Kaylee McKeown (58,14) Zac Stubblety-Cook (58,82) Matthew Temple (50,26) Emma McKeon (51,73)        | 3:38,95 |      |
| 4   | 2      | Italia                     | Thomas Ceccon (52,23) Nicolò Martinenghi (57,73) Elena Di Liddo (56,62) Federica Pellegrini (52,70) | 3:39,28 | RN   |
| 5   | 5      | Statele Unite ale Americii | Ryan Murphy (52,23) Lydia Jacoby (1:05,09) Torri Huske (56,27) Caeleb Dressel (46,99)               | 3:40,58 |      |
| 6   | 7      | Olanda                     | Kira Toussaint (59,45) Arno Kamminga (57,89) Nyls Korstanje (51,34) Femke Heemskerk (52,57)         | 3:41,25 | RN   |
| 7   | 1      | Republica Chineză          | Evgeny Rylov (52,79) Kirill Prigoda (59,15) Svetlana Chimrova (56,95) Maria Kameneva (53,56)        | 3:42,45 |      |
| 8   | 8      | Israel                     | Anastasia Gorbenko (59,55) Itay Goldfaden (59,86) Gal Cohen Groumi (51,58) Andrea Murez (53,78)     | 3:44,77 |      |